# Реєстр олігархів
Реєстр олігархів — анонсована указом Президента та рішенням РНБО база даних осіб, які підпадають під визначення «олігарх», із обґрунтуванням такого внесення у самій базі. Планована база даних є інструментом внутрішнього апарату РНБО із обмеженим колом осіб які мають доступ до відомостей щодо паспортних даних, статків осіб, їхнього безпосереднього майна, та вказівки бенефіціарності у певних бізнес ланцюгах.
Створення анонсоване через введення у дію відповідного рішення РНБО.

## Історія
Відповідальним органом буде апарат РНБО, як і розпорядником бази даних буде також РНБО. Доступ до реєстру олігархів матиме обмежене коло осіб.
У вересні 2023 року Кабінет міністрів постановив створити реєстр через три місяці після закінчення війни з Росією.